# Sunrise (Here I Am)
Sunrise (Here I Am) (Svítání (Tady jsem)) je píseň německé skupiny Ratty (projekt skupiny Scooter). Jako singl vyšla píseň v roce 2000. Ve videoklipu se objevily tři postavy v maskách krys. V nich však nebyli Scooter, ale starší bratr Axela Coona Martin a jeho kamarádi Janse a Jean.

## Seznam skladeb
1. Sunrise (Here I Am) (Radio Edit) - (3:41)
2. Sunrise (Here I Am) (Club Mix) - (7:30)
3. Sunrise (Here I Am) (Instrumental) - (5:39)
4. Sunrise (Here I Am) (Dub Mix) - (6:07)

## Seznam skladeb (UK version)
1. Sunrise (Here I Am) (Radio Edit) - (2:45)
2. Sunrise (Here I Am) (Club Mix) - (7:30)
3. Sunrise (Here I Am) (Instrumental) -(5:39)

## Umístění ve světě
| Hitparáda | Umístění |
| --------- | -------- |
| Rakousko  | 61       |